# Kiryat-Ata
Kiryat Ata (en hébreu : קרית אתא, en arabe : كريات آتا) est une municipalité israélienne du district de Haïfa. Elle est également connue sous son ancien nom de Kfar Ata. En 2016, sa population comptait 56 635 habitants.
Cette municipalité fait partie des Krayot (pluriel de Kiryat) territoire qui correspond à un ensemble de municipalités et de quartiers de Haïfa qui sont situées le long de la baie de Haïfa (nord-est de la ville). Outre Kiryat Ata, font également partie de cet ensemble : Kiryat Yam, Kiryat Shemouel, Kiryat Bialik, Kiryat Motzkin, Kiryat Haïm. Périodiquement, il est question de réunir ces localités en une seule ville (dont le nom pourrait être 'Ir Zvouloun ou 'Ir ha-Krayot).

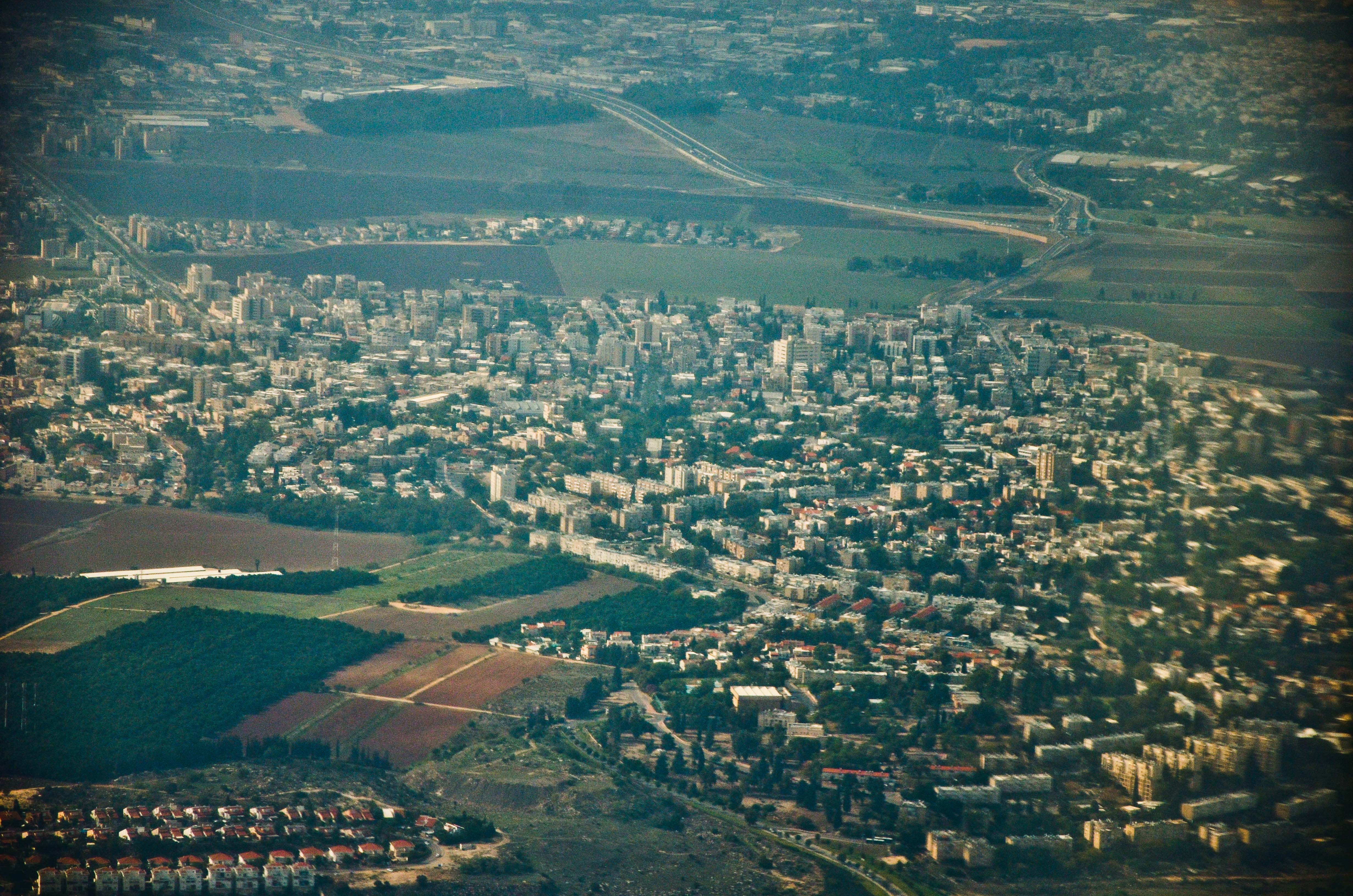
Photo prise depuis l'avion piloté par Ilan Maytal

## Situation
Kiryat-Ata s'étend sur une surface de 17 000 dounamim.
Elle est implantée sur la rive est de la vallée de Zvouloun. Elle s'élève à une altitude moyenne de 50 mètres. Éloignée de Haïfa de 13 km, elle est construite aux carrefours des routes reliant Akko à Safed et Nazareth à Tibériade.
Ses températures moyennes sont de 32 degrés en été et de 13 degrés en hiver.

## Nom
À ses débuts, Kiryat Ata est baptisée « Kfar Ata ».

## Histoire

### La fondation
La ville est fondée en 1925, quelque temps après l'achat du terrain, par un groupe de pionniers constitué des familles Abramsky, Tabatchnik, Fisher, Landau et Federbush accompagnées d'un groupe supplémentaire de six jeunes gens. Les archives du kibboutz Ramat-Yohanan contiennent cette description : "Kfar-Ata est tout proche de nos terres. C'est une petite implantation dans laquelle habitent 4 ou 5 familles, logées dans des habitations branlantes. Un peu à l'écart habite la famille Abramsky".

### Les émeutes de1929
Les émeutes d'août 1929 se font également ressentir dans le village isolé de Kfar Ata, cerné de villages arabes et de camps bédouins et dont les implantations les plus proches sont Kfar-Hassidim et Kfar-Bialik.
Les habitants dissimulent leurs objets de valeur dans une fosse creusée à l'intérieur de l'étable de la demeure Abramsky. La nuit, ils se barricadent dans la demeure familiale Fisher, munis de deux fusils, deux révolvers et quelques munitions.
Les lieux sont alors momentanément abandonnés.

### Histoire récente
En 1965, Kfar Ata s'unit administrativement à l'implantation Kiryat Benyamin, et est rebaptisée "Kiryat Ata".
En 2006, pendant la deuxième guerre du Liban, un certain nombre de roquettes ont atterri en ville, faisant deux morts et des dégâts matériels.

## Industrie
La ville de Kiryat Ata a été le siège de l'entreprise 'Ata Textiles', qui a longtemps été la principale industrie de la ville. Fondée par les frères Muller au milieu des années 1930 (1934), l'usine est devenue une icône de l'industrie textile israélienne.
Elle a dû fermer ses portes en 1985 à cause de la concurrence asiatique.
Elle compte aujourd'hui 250 industries.
Kiryat Ata accueille depuis ces dernières années de nombreux immigrants.